# Parlamento dell'eSwatini
Il Parlamento dell'eSwatini (in swati Libandla) è il parlamento dello Stato africano.
Il parlamento è composto da due camere:
- Il Senato (in swati Indlu yeTimphunga; camera alta)
- La Camera dell'assemblea (camera bassa)

Le Camere del Parlamento si trovano a Lobamba.
Fu istituito nel 1967 quando il Consiglio legislativo fu sciolto e il parlamento bicamerale fu istituito nella nuova Costituzione. Poiché il paese è una monarchia assoluta, il ruolo del parlamento è puramente consultivo.